# Список лауреатов Нобелевской премии по химии

Реверс медали, вручаемой лауреатам Нобелевской премии по физике и химии

Нобелевская премия по химии (швед. Nobelpriset i kemi) — одна из пяти Нобелевских премий, ежегодно вручаемая Нобелевским фондом награда за научные достижения в области химии.

## История
Нобелевская премия по химии была учреждена Альфредом Нобелем в его завещании, написанном 27 ноября 1895 года в Париже, где она упоминается второй:
|  | Указанные доходы следует разделить на пять равных частей, которые должны распределяться следующим образом: <...>, вторая — тому, кто сделает наиболее важное открытие или усовершенствование в области химии,... |

Нобелевская премия по химии присуждается ежегодно с 1901 года, и лишь восемь раз этого не происходило: в 1916, 1917, 1919, 1924, 1933, 1940, 1941 и 1942 годах. Первым лауреатом в 1901 году стал Якоб Вант-Гофф. По состоянию на 2022 год премия была присуждена 191 лауреату. Поскольку Фредерик Сенгер и Барри Шарплесс были награждены дважды, премию получили 189 человек.

## Отбор кандидатов
Согласно уставу Нобелевского фонда, выдвигать кандидатов на премию по химии могут следующие лица:
1. члены Шведской королевской академии наук
2. члены Нобелевских комитетов по физике и химии
3. лауреаты Нобелевских премий в области физики и химии
4. постоянно и временно работающие профессора физики и химии университетов и технических вузов Швеции, Дании, Финляндии, Исландии, Норвегии, а также стокгольмского Каролинского института
5. заведующие соответствующими кафедрами, по меньшей мере, в шести университетах или институтах, выбранных Академией наук
6. другие учёные, от которых Академия сочтёт нужным принять предложения

Выбор лиц, упомянутых в пунктах 5 и 6 для выдвижения кандидатов, должен быть сделан до конца сентября каждого года.
Отбор кандидатов производит Нобелевский комитет по химии. Из их числа Шведская королевская академия наук выбирает лауреатов. Одновременно могут быть поощрены одна или две работы, но при этом общее число награждённых не должно превышать трёх.

## Награждение
Лауреаты премии по химии обычно объявляются в начале октября сразу после лауреатов премии по физике. Церемония вручения премии проходит 10 декабря в Стокгольме, в день смерти Альфреда Нобеля. Как и лауреатам других нобелевских премий, лауреатам премии по химии вручаются диплом и медаль, а также денежное вознаграждение. Медаль для лауреатов в области физики и химии, отличается реверсом — на нём среди облаков изображена женщина, олицетворяющая гений науки, которая срывает вуаль с женской фигуры с рогом изобилия в руках, олицетворяющей природу.

## Список лауреатов по десятилетиям
| 1900-е | 1910-е | 1920-е | 1930-е | 1940-е | 1950-е | 1960-е | 1970-е | 1980-е | 1990-е | 2000-е | 2010-е | 2020-е |
| ------ | ------ | ------ | ------ | ------ | ------ | ------ | ------ | ------ | ------ | ------ | ------ | ------ |

### 1900-е годы
| Год  | Портрет                | Лауреат                            | Обоснование награды | Источник информации |
| ---- | ---------------------- | ---------------------------------- | --- | ------------------- |
| 1901 | Якоб Хендрик Вант-Гофф | Якоб Хендрик Вант-Гофф (1852—1911) | В знак признания огромной важности открытия законов химической динамики и осмотического давления в растворах Оригинальный текст (англ.)in recognition of the extraordinary services he has rendered by the discovery of the laws of chemical dynamics and osmotic pressure in solutions                                                                   | [ 8 ]               |
| 1902 | Эмиль Фишер            | Герман Эмиль Фишер (1852—1919)     | За эксперименты по синтезу веществ с сахаридными и пуриновыми группами Оригинальный текст (англ.)in recognition of the extraordinary services he has rendered by his work on sugar and purine syntheses | [ 9 ]               |
| 1903 | Сванте Август Аррениус | Сванте Август Аррениус (1859—1927) | Присуждена премия как факт признания особого значения его теории электролитической диссоциации для развития химии Оригинальный текст (англ.)in recognition of the extraordinary services he has rendered to the advancement of chemistry by his electrolytic theory of dissociation                                                                       | [ 10 ]              |
| 1904 | Уильям Рамзай          | Уильям Рамзай (1852—1916)          | В знак признания открытия им в атмосфере различных инертных газов и определения их места в периодической системе Оригинальный текст (англ.)in recognition of his services in the discovery of the inert gaseous elements in air, and his determination of their place in the periodic system                                                              | [ 11 ]              |
| 1905 | Адольф фон Байер       | Адольф фон Байер (1835—1917)       | За заслуги в развитии органической химии и химической промышленности благодаря работам по органическим красителям и гидроароматическим соединениям Оригинальный текст (англ.)in recognition of his services in the advancement of organic chemistry and the chemical industry, through his work on organic dyes and hydroaromatic compounds               | [ 12 ]              |
| 1906 | Анри Муассан           | Анри Муассан (1852—1907)           | За получение элемента фтора и введение в лабораторную и промышленную практику электрической печи, названной его именем Оригинальный текст (англ.)in recognition of the great services rendered by him in his investigation and isolation of the element fluorine, and for the adoption in the service of science of the electric furnace called after him | [ 13 ]              |
| 1907 | Эдуард Бухнер          | Эдуард Бухнер (1860—1917)          | За проведённую научно-исследовательскую работу по биологической химии и открытие внеклеточной ферментации Оригинальный текст (англ.)for his biochemical researches and his discovery of cell-free fermentation | [ 14 ]              |
| 1908 | Эрнест Резерфорд       | Эрнест Резерфорд (1871—1937)       | За проведённые им исследования в области распада элементов в химии радиоактивных веществ Оригинальный текст (англ.)for his investigations into the disintegration of the elements, and the chemistry of radioactive substances | [ 15 ]              |
| 1909 | Вильгельм Оствальд     | Вильгельм Оствальд (1853—1932)     | В знак признания проделанной им работы по катализу, а также за исследования основных принципов управления химическим равновесием и скоростями реакции Оригинальный текст (англ.)in recognition of his work on catalysis and for his investigations into the fundamental principles governing chemical equilibria and rates of reaction                    | [ 16 ]              |

### 1910-е годы
| Год  | Портрет                   | Лауреат                                                  | Обоснование награды | Источник информации |
| ---- | ------------------------- | -------------------------------------------------------- | --- | ------------------- |
| 1910 | Отто Валлах               | Отто Валлах (1847—1931)                                  | В знак признаний его достижений в области развития органической химии и химической промышленности, а также за то, что он первым осуществил работу в области алициклических соединений Оригинальный текст (англ.)in recognition of his services to organic chemistry and the chemical industry by his pioneer work in the field of alicyclic compounds                                                    | [ 17 ]              |
| 1911 | Мария Кюри                | Мария Кюри (1867—1934)                                   | За выдающиеся заслуги в развитии химии: открытие элементов радия и полония, выделение радия и изучение природы и соединений этого замечательного элемента Оригинальный текст (англ.)in recognition of her services to the advancement of chemistry by the discovery of the elements radium and polonium, by the isolation of radium and the study of the nature and compounds of this remarkable element | [ 18 ]              |
| 1912 | Виктор Гриньяр            | Виктор Гриньяр (1871—1935)                               | За открытие реактива Гриньяра, способствовавшего развитию органической химии Оригинальный текст (англ.)for the discovery of the so-called Grignard reagent, which in recent years has greatly advanced the progress of organic chemistry | [ 19 ]              |
| 1912 | Поль Сабатье              | Поль Сабатье (1854—1941)                                 | За метод гидрогенизации органических соединений в присутствии мелкодисперсных металлов, который резко стимулировал развитие органической химии Оригинальный текст (англ.)for his method of hydrogenating organic compounds in the presence of finely disintegrated metals whereby the progress of organic chemistry has been greatly advanced in recent years                                            | [ 19 ]              |
| 1913 | Альфред Вернер            | Альфред Вернер (1866—1919)                               | За работу о природе связей атомов в молекулах в области неорганической химии Оригинальный текст (англ.)in recognition of his work on the linkage of atoms in molecules by which he has thrown new light on earlier investigations and opened up new fields of research especially in inorganic chemistry                                                                                                 | [ 20 ]              |
| 1914 | Теодор Уильям Ричардс     | Теодор Уильям Ричардс (1868—1928) (присуждена в 1915 г.) | За точное определение атомных масс большого числа химических элементов Оригинальный текст (англ.)in recognition of his accurate determinations of the atomic weight of a large number of chemical elements | [ 21 ]              |
| 1915 | Рихард Мартин Вильштеттер | Рихард Мартин Вильштеттер (1872—1942)                    | За исследования красящих веществ растительного мира, особенно хлорофилла Оригинальный текст (англ.)for his researches on plant pigments, especially chlorophyll | [ 22 ]              |
| 1916 | —                         | Премия не присуждалась.                                  | Денежные средства включены в спецфонд секции. | [ 23 ]              |
| 1917 | —                         | Премия не присуждалась.                                  | Денежные средства включены в спецфонд секции. | [ 24 ]              |
| 1918 | Фриц Габер                | Фриц Габер (1868—1934) (присуждена в 1919 г.)            | За синтез аммиака из составляющих его элементов Оригинальный текст (англ.)for the synthesis of ammonia from its elements | [ 25 ]              |
| 1919 | —                         | Премия не присуждалась.                                  | Денежные средства включены в спецфонд секции. | [ 26 ]              |

### 1920-е годы
| Год  | Портрет                       | Лауреат                                                   | Обоснование награды | Источник информации |
| ---- | ----------------------------- | --------------------------------------------------------- | --- | ------------------- |
| 1920 | Вальтер Герман                | Вальтер Герман Нернст (1864—1941) (присуждена в 1921 г.)  | В признание его работ по термодинамике Оригинальный текст (англ.)in recognition of his work in thermochemistry | [ 27 ]              |
| 1921 | Фредерик Содди                | Фредерик Содди (1877—1956) (присуждена в 1922 г.)         | За вклад в химию радиоактивных веществ и за исследование происхождения и природы изотопов Оригинальный текст (англ.)for his contributions to our knowledge of the chemistry of radioactive substances, and his investigations into the origin and nature of isotopes | [ 28 ]              |
| 1922 | Фрэнсис Уильям Астон          | Фрэнсис Уильям Астон (1877—1945)                          | За сделанное им с помощью им же изобретённого масс-спектрографа открытие изотопов большого числа нерадиоактивных элементов и за формулирование правила целых чисел Оригинальный текст (англ.)for his discovery, by means of his mass spectrograph, of isotopes, in a large number of non-radioactive elements, and for his enunciation of the whole-number rule | [ 29 ]              |
| 1923 | Фриц Прегль                   | Фриц Прегль (1869—1930)                                   | За изобретение метода микроанализа органических веществ Оригинальный текст (англ.)for his invention of the method of micro-analysis of organic substances | [ 30 ]              |
| 1924 | —                             | Премия не присуждалась.                                   | Денежные средства включены в спецфонд секции. | [ 31 ]              |
| 1925 | Рихард Адольф Зигмонди        | Рихард Адольф Зигмонди (1865—1929) (присуждена в 1926 г.) | За установление гетерогенной природы коллоидных растворов и за разработанные в этой связи методы, имеющие фундаментальное значение в современной коллоидной химии, так как все проявления органической жизни в конечном счёте связаны с коллоидной средой протоплазмы Оригинальный текст (англ.)for his demonstration of the heterogenous nature of colloid solutions and for the methods he used, which have since become fundamental in modern colloid chemistry | [ 32 ]              |
| 1926 | Теодор Сведберг               | Теодор Сведберг (1884—1971)                               | За работы в области дисперсных систем Оригинальный текст (англ.)for his work on disperse systems | [ 33 ]              |
| 1927 | Генрих Отто Виланд            | Генрих Отто Виланд (1877—1957) (присуждена в 1928 г.)     | За исследования желчных кислот и строения многих сходных веществ Оригинальный текст (англ.)for his investigations of the constitution of the bile acids and related substances | [ 34 ]              |
| 1928 | Адольф Отто Рейнгольд Виндаус | Адольф Отто Рейнгольд Виндаус (1876—1959)                 | За работы по изучению строения стеринов и их связи с витаминной группой Оригинальный текст (англ.)in recognition of the extraordinary services he has rendered to the advancement of chemistry by his research into the constitution of the sterols and their connection with the vitamins | [ 35 ]              |
| 1929 | Артур Гарден                  | Артур Гарден (1865—1940)                                  | За исследование ферментации сахара и ферментов брожения Оригинальный текст (англ.)for their investigations on the fermentation of sugar and fermentative enzymes | [ 36 ]              |
| 1929 | Ханс фон Эйлер-Хельпин        | Ханс фон Эйлер-Хельпин (1873—1964)                        | За исследование ферментации сахара и ферментов брожения Оригинальный текст (англ.)for their investigations on the fermentation of sugar and fermentative enzymes | [ 36 ]              |

### 1930-е годы
| Год  | Портрет                         | Лауреат                                       | Обоснование награды | Источник информации |
| ---- | ------------------------------- | --------------------------------------------- | --- | ------------------- |
| 1930 | Ханс Фишер                      | Ханс Фишер (1881—1945)                        | За исследования по конструированию гемина и хлорофилла, особенно за синтез гемина Оригинальный текст (англ.)for his researches into the constitution of haemin and chlorophyll and especially for his synthesis of haemin | [ 37 ]              |
| 1931 | Карл Бош                        | Карл Бош (1874—1940)                          | За заслуги по введению и развитию методов высокого давления в химии, что представляет собой эпохальное событие в области химической технологии Оригинальный текст (англ.)in recognition of their contributions to the invention and development of chemical high pressure methods                                                   | [ 38 ]              |
| 1931 | Фридрих Бергиус                 | Фридрих Бергиус (1884—1949)                   | За заслуги по введению и развитию методов высокого давления в химии, что представляет собой эпохальное событие в области химической технологии Оригинальный текст (англ.)in recognition of their contributions to the invention and development of chemical high pressure methods                                                   | [ 38 ]              |
| 1932 | Ирвинг Ленгмюр                  | Ирвинг Ленгмюр (1881—1957)                    | За открытия и исследования в области химии поверхностных явлений Оригинальный текст (англ.)for his discoveries and investigations in surface chemistry | [ 39 ]              |
| 1933 | —                               | Премия не присуждалась.                       | Денежные средства включены в спецфонд секции. | [ 40 ]              |
| 1934 | Гарольд Клейтон Юри             | Гарольд Клейтон Юри (1893—1981)               | За открытие тяжёлого водорода (дейтерия, используемого для получения тяжёлой воды — замедлителя в ядерных реакторах, а также в качестве индикатора биохимических реакций в живой ткани). Оригинальный текст (англ.)for his discovery of heavy hydrogen                                                                              | [ 41 ]              |
| 1935 | Фредерик Жолио-Кюри             | Фредерик Жолио-Кюри (1900—1958)               | За выполненный синтез новых радиоактивных элементов Оригинальный текст (англ.)in recognition of their synthesis of new radioactive elements | [ 42 ]              |
| 1935 | Ирен Жолио-Кюри                 | Ирен Жолио-Кюри (1897—1956)                   | За выполненный синтез новых радиоактивных элементов Оригинальный текст (англ.)in recognition of their synthesis of new radioactive elements | [ 42 ]              |
| 1936 | Петер Йозеф Вильгельм Дебай     | Петер Йозеф Вильгельм Дебай (1884—1966)       | За вклад в понимание молекулярной структуры в ходе исследований дипольных явлений и дифракции рентгеновских лучей и электронов в газах Оригинальный текст (англ.)for his contributions to our knowledge of molecular structure through his investigations on dipole moments and on the diffraction of X-rays and electrons in gases | [ 43 ]              |
| 1937 | Уолтер Норман Хоуорс            | Уолтер Норман Хоуорс (1883—1950)              | За исследования углеводов и витамина С Оригинальный текст (англ.)for his investigations on carbohydrates and vitamin C | [ 44 ]              |
| 1937 | Пауль Каррер                    | Пауль Каррер (1889—1971)                      | За исследование каротиноидов и флавинов, а также за изучение витаминов А и В2 Оригинальный текст (англ.)for his investigations on carotenoids, flavins and vitamins A and B2" | [ 44 ]              |
| 1938 | Рихард Кун                      | Рихард Кун (1900—1967) (присуждена в 1939 г.) | В знак признания проделанной им работы по каротиноидам и витаминам Оригинальный текст (англ.)for his work on carotenoids and vitamins | [ 45 ]              |
| 1939 | Адольф Фридрих Иоганн Бутенандт | Адольф Фридрих Иоганн Бутенандт (1903—1995)   | За работы по половым гормонам Оригинальный текст (англ.)for his work on sex hormones | [ 46 ]              |
| 1939 | Леопольд Ружичка                | Леопольд Ружичка (1887—1976)                  | За работы по полиметиленам и высшим терпенам Оригинальный текст (англ.)for his work on polymethylenes and higher terpenes | [ 46 ]              |

### 1940-е годы
| Год  | Портрет                 | Лауреат                                             | Обоснование награды | Источник информации |
| ---- | ----------------------- | --------------------------------------------------- | --- | ------------------- |
| 1940 | —                       | Премия не присуждалась.                             | Денежные средства включены в спецфонд секции (2/3) и Нобелевский фонд (1/3). | [ 47 ]              |
| 1941 | —                       | Премия не присуждалась.                             | Денежные средства включены в спецфонд секции (2/3) и Нобелевский фонд (1/3). | [ 48 ]              |
| 1942 | —                       | Премия не присуждалась.                             | Денежные средства включены в спецфонд секции (2/3) и Нобелевский фонд (1/3). | [ 49 ]              |
| 1943 | Дьёрдь де Хевеши        | Дьёрдь де Хевеши (1885—1966) (присуждена в 1944 г.) | За работу по использованию изотопов в качестве меченых атомов при изучении химических процессов Оригинальный текст (англ.)for his work on the use of isotopes as tracers in the study of chemical processes | [ 50 ]              |
| 1944 | Отто Ган                | Отто Ган (1879—1968) (присуждена в 1945 г.)         | За открытие расщепления тяжёлых ядер Оригинальный текст (англ.)for his discovery of the fission of heavy nuclei | [ 51 ]              |
| 1945 | Арттури Илмари Виртанен | Арттури Илмари Виртанен (1895—1973)                 | За исследования и достижения в области сельского хозяйства и химии питательных веществ, особенно за метод консервации кормов, удостоен премии Оригинальный текст (англ.)for his research and inventions in agricultural and nutrition chemistry, especially for his fodder preservation method                   | [ 52 ]              |
| 1946 | Джеймс Самнер           | Джеймс Самнер (1887—1955) (1/2 премии)              | За открытие явления кристаллизации ферментов Оригинальный текст (англ.)for his discovery that enzymes can be crystallized | [ 53 ]              |
| 1946 | Джон Говард Нортроп     | Джон Говард Нортроп (1891—1987) (1/4 премии)        | За получение в чистом виде вирусных белков Оригинальный текст (англ.)for their preparation of enzymes and virus proteins in a pure form | [ 53 ]              |
| 1946 | Уэнделл Мередит Стэнли  | Уэнделл Мередит Стэнли (1904—1971) (1/4 премии)     | За получение в чистом виде вирусных белков Оригинальный текст (англ.)for their preparation of enzymes and virus proteins in a pure form | [ 53 ]              |
| 1947 | Роберт Робинсон         | Роберт Робинсон (1886—1975)                         | За исследования растительных продуктов большой биологической важности, особенно алкалоидов Оригинальный текст (англ.)for his investigations on plant products of biological importance, especially the alkaloids                                                                                                 | [ 54 ]              |
| 1948 | Арне Тиселиус           | Арне Тиселиус (1902—1971)                           | За исследование электрофореза и адсорбционного анализа, особенно за открытие, связанное с комплексной природой белков сыворотки Оригинальный текст (англ.)for his research on electrophoresis and adsorption analysis, especially for his discoveries concerning the complex nature of the serum proteins        | [ 55 ]              |
| 1949 |                         | Уильям Джиок (1895—1982)                            | За вклад в химическую термодинамику, особенно в ту её область, которая изучает поведение веществ при экстремально низких температурах Оригинальный текст (англ.)for his contributions in the field of chemical thermodynamics, particularly concerning the behaviour of substances at extremely low temperatures | [ 56 ]              |

### 1950-е годы
| Год  | Портрет                        | Лауреат                                    | Обоснование награды | Источник информации |
| ---- | ------------------------------ | ------------------------------------------ | --- | ------------------- |
| 1950 | Отто Дильс                     | Отто Дильс (1876—1954)                     | За открытие и развитие диенового синтеза Оригинальный текст (англ.)for their discovery and development of the diene synthesis | [ 57 ]              |
| 1950 | Курт Альдер                    | Курт Альдер (1902—1958)                    | За открытие и развитие диенового синтеза Оригинальный текст (англ.)for their discovery and development of the diene synthesis | [ 57 ]              |
| 1951 | Эдвин Маттисон Макмиллан       | Эдвин Маттисон Макмиллан (1907—1991)       | За открытия в области химии трансурановых элементов Оригинальный текст (англ.)for their discoveries in the chemistry of transuranium elements | [ 58 ]              |
| 1951 | Гленн Теодор Сиборг            | Гленн Теодор Сиборг (1912—1999)            | За открытия в области химии трансурановых элементов Оригинальный текст (англ.)for their discoveries in the chemistry of transuranium elements | [ 58 ]              |
| 1952 | Арчер Джон Портер Мартин       | Арчер Джон Портер Мартин (1910—2002)       | За открытие метода распределительной хроматографии Оригинальный текст (англ.)for their invention of partition chromatography | [ 59 ]              |
| 1952 | Ричард Лоуренс Миллингтон Синг | Ричард Лоуренс Миллингтон Синг (1914—1994) | За открытие метода распределительной хроматографии Оригинальный текст (англ.)for their invention of partition chromatography | [ 59 ]              |
| 1953 | Герман Штаудингер              | Герман Штаудингер (1881—1965)              | За исследования в области химии высокомолекулярных веществ Оригинальный текст (англ.)for his discoveries in the field of macromolecular chemistry | [ 60 ]              |
| 1954 | Лайнус Карл Полинг             | Лайнус Карл Полинг (1901—1994)             | За исследование природы химической связи и её применение для определения структуры соединений Оригинальный текст (англ.)for his research into the nature of the chemical bond and its application to the elucidation of the structure of complex substances              | [ 61 ]              |
| 1955 | Винсент дю Виньо               | Винсент дю Виньо (1901—1978)               | За работу с биологически активными соединениями, и прежде всего за впервые осуществлённый синтез полипептидного гормона Оригинальный текст (англ.)for his work on biochemically important sulphur compounds, especially for the first synthesis of a polypeptide hormone | [ 62 ]              |
| 1956 | Сирил Норман Хиншелвуд         | Сирил Норман Хиншелвуд (1897—1967)         | За исследования в области механизма химических реакций Оригинальный текст (англ.)for their researches into the mechanism of chemical reactions | [ 63 ]              |
| 1956 | Николай Николаевич Семёнов     | Николай Николаевич Семёнов (1896—1986)     | За исследования в области механизма химических реакций Оригинальный текст (англ.)for their researches into the mechanism of chemical reactions | [ 63 ]              |
| 1957 | Александер Тодд                | Александер Тодд (1907—1997)                | За работы по нуклеотидам и нуклеотидным коэнзимам Оригинальный текст (англ.)for his work on nucleotides and nucleotide co-enzymes | [ 64 ]              |
| 1958 | Фредерик Сенгер                | Фредерик Сенгер (1918—2013)                | За установление структур белков, особенно инсулина Оригинальный текст (англ.)for his work on the structure of proteins, especially that of insulin | [ 65 ]              |
| 1959 | Ярослав Гейровский             | Ярослав Гейровский (1890—1967)             | За открытие и развитие полярографических методов анализа Оригинальный текст (англ.)for his discovery and development of the polarographic methods of analysis | [ 66 ]              |

### 1960-е годы
| Год  | Портрет                       | Лауреат                                                | Обоснование награды | Источник информации |
| ---- | ----------------------------- | ------------------------------------------------------ | --- | ------------------- |
| 1960 | Уиллард Франк Либби           | Уиллард Франк Либби (1908—1980)                        | За введение метода использования углерода-14 для определения возраста в археологии, геологии, геофизике и других областях науки Оригинальный текст (англ.)for his method to use carbon-14 for age determination in archaeology, geology, geophysics, and other branches of science                                                     | [ 67 ]              |
| 1961 | Мелвин Кальвин                | Мелвин Кальвин (1911—1997)                             | За исследование усвоения двуокиси углерода растениями Оригинальный текст (англ.)for his research on the carbon dioxide assimilation in plants | [ 68 ]              |
| 1962 | Макс Фердинанд Перуц          | Макс Фердинанд Перуц (1914—2002)                       | За исследования структуры глобулярных белков Оригинальный текст (англ.)for their studies of the structures of globular proteins | [ 69 ]              |
| 1962 | Джон Кодери Кендрю            | Джон Коудери Кендрю (1917—1997)                        | За исследования структуры глобулярных белков Оригинальный текст (англ.)for their studies of the structures of globular proteins | [ 69 ]              |
| 1963 | Карл Циглер                   | Карл Циглер (1898—1973)                                | За открытие изотактического полипропилена Оригинальный текст (англ.)for their discoveries in the field of the chemistry and technology of high polymers | [ 70 ]              |
| 1963 | Джулио Натта                  | Джулио Натта (1903—1979)                               | За открытие изотактического полипропилена Оригинальный текст (англ.)for their discoveries in the field of the chemistry and technology of high polymers | [ 70 ]              |
| 1964 |                               | Дороти Кроуфут Ходжкин (1910—1994)                     | За определение с помощью рентгеновских лучей структур биологически активных веществ Оригинальный текст (англ.)for her determinations by X-ray techniques of the structures of important biochemical substances | [ 71 ]              |
| 1965 | Роберт Бёрнс Вудворд          | Роберт Бёрнс Вудворд (1917—1979)                       | За выдающийся вклад в искусство органического синтеза Оригинальный текст (англ.)for his outstanding achievements in the art of organic synthesis | [ 72 ]              |
| 1966 | Роберт Сандерсон Малликен     | Роберт Сандерсон Малликен (1896—1986)                  | За фундаментальные исследования природы химических связей и электронного строения молекул на основе метода молекулярных орбиталей Оригинальный текст (англ.)for his fundamental work concerning chemical bonds and the electronic structure of molecules by the molecular orbital method                                               | [ 73 ]              |
| 1967 | Манфред Эйген                 | Манфред Эйген (1927—2019) (1/2 премии)                 | За исследования экстремально быстрых химических реакций, стимулируемых нарушением равновесия с помощью очень коротких импульсов энергии Оригинальный текст (англ.)for their studies of extremely fast chemical reactions, effected by disturbing the equilibrium by means of very short pulses of energy                               | [ 74 ]              |
| 1967 | Рональд Джордж Рейфорд Норриш | Рональд Джордж Рейфорд Норриш (1897—1978) (1/4 премии) | За проведённое ими исследование сверхбыстрых химических реакций с помощью смещения молекулярного равновесия очень коротким импульсом | [ 74 ]              |
| 1967 | Джордж Портер                 | Джордж Портер (1920—2002) (1/4 премии)                 | За проведённое ими исследование сверхбыстрых химических реакций с помощью смещения молекулярного равновесия очень коротким импульсом | [ 74 ]              |
| 1968 | Ларс Онсагер                  | Ларс Онсагер (1903—1976)                               | За открытие соотношений взаимности в необратимых процессах, названных его именем, которые имеют принципиально важное значение для термодинамики необратимых процессов Оригинальный текст (англ.)for the discovery of the reciprocal relations bearing his name, which are fundamental for the thermodynamics of irreversible processes | [ 75 ]              |
| 1969 | Дерек Харолд Ричард Бартон    | Дерек Харолд Ричард Бартон (1918—1998)                 | За вклад в развитие конформационной концепции и её применение в химии Оригинальный текст (англ.)for their contributions to the development of the concept of conformation and its application in chemistry | [ 76 ]              |
| 1969 | Одд Хассель                   | Одд Хассель (1897—1981)                                | За вклад в развитие конформационной концепции и её применение в химии Оригинальный текст (англ.)for their contributions to the development of the concept of conformation and its application in chemistry | [ 76 ]              |

### 1970-е годы
| Год  | Портрет                                      | Лауреат                                          | Обоснование награды | Источник информации |
| ---- | -------------------------------------------- | ------------------------------------------------ | --- | ------------------- |
| 1970 | Луис Федерико Лелуар                         | Луис Федерико Лелуар (1906—1987)                 | За открытие первого сахарного нуклеотида и исследование его функций в превращении сахара и в биосинтезе сложных углеводов Оригинальный текст (англ.)for his discovery of sugar nucleotides and their role in the biosynthesis of carbohydrates                                                                        | [ 77 ]              |
| 1971 | Герхард Херцберг                             | Герхард Херцберг (1904—1999)                     | За его вклад в понимание электронной структуры и строения молекул, особенно свободных радикалов Оригинальный текст (англ.)for his contributions to the knowledge of electronic structure and geometry of molecules, particularly free radicals                                                                        | [ 78 ]              |
| 1972 | Кристиан Бемер Анфинсен                      | Кристиан Бемер Анфинсен (1916—1995) (1/2 премии) | За работу по исследованию рибонуклеазы, особенно взаимосвязи между аминокислотной последовательностью и её биологически активными конферментами Оригинальный текст (англ.)for his work on ribonuclease, especially concerning the connection between the amino acid sequence and the biologically active conformation | [ 79 ]              |
| 1972 |                                              | Станфорд Мур (1913—1982) (1/4 премии)            | За вклад в прояснение связи между химической структурой и каталитическим действием активного центра молекулы рибонуклеазы Оригинальный текст (англ.)for their contribution to the understanding of the connection between chemical structure and catalytic activity of the active centre of theribonuclease molecule  | [ 79 ]              |
| 1972 | Уильям Хоуард Стайн (1911—1980) (1/4 премии) |                                                  | За вклад в прояснение связи между химической структурой и каталитическим действием активного центра молекулы рибонуклеазы Оригинальный текст (англ.)for their contribution to the understanding of the connection between chemical structure and catalytic activity of the active centre of theribonuclease molecule  | [ 79 ]              |
| 1973 |                                              | Эрнст Отто Фишер (1918—2007)                     | За новаторскую, проделанную независимо друг от друга, работу в области химии металлоорганических, так называемых сандвичевых, соединений Оригинальный текст (англ.)for their pioneering work, performed independently, on the chemistry of theorganometallic, so called sandwich compounds                            | [ 80 ]              |
| 1973 | Джефри Уилкинсон                             | Джефри Уилкинсон (1921—1996)                     | За новаторскую, проделанную независимо друг от друга, работу в области химии металлоорганических, так называемых сандвичевых, соединений Оригинальный текст (англ.)for their pioneering work, performed independently, on the chemistry of theorganometallic, so called sandwich compounds                            | [ 80 ]              |
| 1974 |                                              | Пол Джон Флори (1910—1985)                       | За фундаментальные достижения в области теории и практики физической химии макромолекул Оригинальный текст (англ.)for his fundamental work, both theoretical and experimental, in the physical chemistry of macromolecules                                                                                            | [ 81 ]              |
| 1975 |                                              | Джон Уоркап Корнфорт (1917—2013)                 | За исследование стереохимии реакций ферментативного катализа Оригинальный текст (англ.)for his work on the stereochemistry of enzyme-catalyzed reactions | [ 82 ]              |
| 1975 | Владимир Прелог                              | Владимир Прелог (1906—1998)                      | За исследования в области стереохимии органических молекул и реакций Оригинальный текст (англ.)for his research into the stereochemistry of organic molecules and reactions | [ 82 ]              |
| 1976 | Уильям Нанн Липскомб                         | Уильям Нанн Липскомб (1919—2011)                 | За исследование структуры боранов (борогидридов), выявляющих проблему образования химических связей Оригинальный текст (англ.)for his studies on the structure of boranes illuminating problems of chemical bonding                                                                                                   | [ 83 ]              |
| 1977 | Илья Пригожин                                | Илья Пригожин (1917—2003)                        | За работы по термодинамике необратимых процессов, особенно за теорию диссипативных структур Оригинальный текст (англ.)for his contributions to non-equilibrium thermodynamics, particularly the theory of dissipative structures                                                                                      | [ 84 ]              |
| 1978 |                                              | Питер Деннис Митчелл (1920—1992)                 | За вклад в понимание процесса переноса биологической энергии, сделанный благодаря созданию хемиосмотической теории Оригинальный текст (англ.)for his contribution to the understanding of biological energy transfer through the formulation of the chemiosmotic theory                                               | [ 85 ]              |
| 1979 |                                              | Герберт Чарлз Браун (1912—2004)                  | За вклад в превращение, соответственно, бор- и фосфорсодержащих соединений в важные реагенты для органического синтеза Оригинальный текст (англ.)for their development of the use of boron- and phosphorus-containing compounds, respectively, into important reagents in organic synthesis                           | [ 86 ]              |
| 1979 | Георг Виттиг (1897—1987)                     |                                                  | За вклад в превращение, соответственно, бор- и фосфорсодержащих соединений в важные реагенты для органического синтеза Оригинальный текст (англ.)for their development of the use of boron- and phosphorus-containing compounds, respectively, into important reagents in organic synthesis                           | [ 86 ]              |

### 1980-е годы
| Год  | Портрет                    | Лауреат                                  | Обоснование награды | Источник информации |
| ---- | -------------------------- | ---------------------------------------- | --- | ------------------- |
| 1980 | Пол Берг                   | Пол Берг (1926—2023) (1/2 премии)        | За фундаментальные исследования биохимических свойств нуклеиновых кислот, в особенности рекомбинантных ДНК Оригинальный текст (англ.)for his fundamental studies of the biochemistry of nucleic acids, with particular regard to recombinant- DNA                                                                                 | [ 87 ]              |
| 1980 | Уолтер Гилберт             | Уолтер Гилберт (1932) (1/4 премии)       | За фундаментальные исследования биохимических свойств нуклеиновых кислот, в особенности рекомбинантных ДНК Оригинальный текст (англ.)for their contributions concerning the determination of base sequences in nucleic acids | [ 87 ]              |
| 1980 | Фредерик Сенгер            | Фредерик Сенгер (1918—2013) (1/4 премии) | За фундаментальные исследования биохимических свойств нуклеиновых кислот, в особенности рекомбинантных ДНК Оригинальный текст (англ.)for their contributions concerning the determination of base sequences in nucleic acids | [ 87 ]              |
| 1981 |                            | Кэнъити Фукуи (1918—1998)                | За независимую разработку теорий, объясняющих протекание химических реакций Оригинальный текст (англ.)for their theories, developed independently, concerning the course of chemical reactions | [ 88 ]              |
| 1981 | Роалд Хоффман              | Роалд Хоффман (1937)                     | За независимую разработку теорий, объясняющих протекание химических реакций Оригинальный текст (англ.)for their theories, developed independently, concerning the course of chemical reactions | [ 88 ]              |
| 1982 | Аарон Клуг                 | Аарон Клуг (1926—2018)                   | За разработку метода кристаллографической электронной микроскопии и прояснение структуры биологически важных комплексов нуклеиновая кислота — белок Оригинальный текст (англ.)for his development of crystallographic electron microscopy and his structural elucidation of biologically important nucleic acid-protein complexes | [ 89 ]              |
| 1983 | Генри Таубе                | Генри Таубе (1915—2005)                  | За изучение механизмов реакций с переносом электрона, особенно в металлических комплексах Оригинальный текст (англ.)for his work on the mechanisms of electron transfer reactions, especially in metal complexes | [ 90 ]              |
| 1984 |                            | Роберт Брюс Меррифилд (1921—2006)        | За разработку методики твердофазного химического синтеза Оригинальный текст (англ.)for his development of methodology for chemical synthesis on a solid matrix | [ 91 ]              |
| 1985 | Херберт Аарон Хауптман     | Херберт Аарон Хауптман (1917—2011)       | За выдающиеся достижения в разработке прямых методов расшифровки кристаллических структур Оригинальный текст (англ.)for their outstanding achievements in developing direct methods for the determination of crystal structures                                                                                                   | [ 92 ]              |
| 1985 | Джером Карле               | Джером Карле (1918—2013)                 | За выдающиеся достижения в разработке прямых методов расшифровки кристаллических структур Оригинальный текст (англ.)for their outstanding achievements in developing direct methods for the determination of crystal structures                                                                                                   | [ 92 ]              |
| 1986 | Дадли Роберт Хершбах       | Дадли Роберт Хершбах (1932)              | За вклад в развитие исследований динамики элементарных химических процессов Оригинальный текст (англ.)for their contributions concerning the dynamics of chemical elementary processes | [ 93 ]              |
| 1986 | Ли Юаньчжэ                 | Ли Юаньчжэ (1936)                        | За вклад в развитие исследований динамики элементарных химических процессов Оригинальный текст (англ.)for their contributions concerning the dynamics of chemical elementary processes | [ 93 ]              |
| 1986 | Джон Чарлз Полани          | Джон Чарлз Полани (1929)                 | За вклад в развитие исследований динамики элементарных химических процессов Оригинальный текст (англ.)for their contributions concerning the dynamics of chemical elementary processes | [ 93 ]              |
| 1987 |                            | Доналд Джеймс Крам (1919—2001)           | За разработку и применение молекул со структурно-специфическими взаимодействиями высокой избирательности Оригинальный текст (англ.)for their development and use of molecules with structure-specific interactions of high selectivity                                                                                            | [ 94 ]              |
| 1987 | Жан Мари Лен               | Жан Мари Лен (1939)                      | За разработку и применение молекул со структурно-специфическими взаимодействиями высокой избирательности Оригинальный текст (англ.)for their development and use of molecules with structure-specific interactions of high selectivity                                                                                            | [ 94 ]              |
| 1987 | Чарлз Педерсен (1904—1989) |                                          | За разработку и применение молекул со структурно-специфическими взаимодействиями высокой избирательности Оригинальный текст (англ.)for their development and use of molecules with structure-specific interactions of high selectivity                                                                                            | [ 94 ]              |
| 1988 | Иоганн Дайзенхофер         | Иоганн Дайзенхофер (1943)                | За установление трёхмерной структуры фотосинтетического реакционного центра Оригинальный текст (англ.)for their determination of the three-dimensional structure of a photosynthetic reaction centre | [ 95 ]              |
| 1988 | Хартмут Михель             | Хартмут Михель (1948)                    | За установление трёхмерной структуры фотосинтетического реакционного центра Оригинальный текст (англ.)for their determination of the three-dimensional structure of a photosynthetic reaction centre | [ 95 ]              |
| 1988 | Роберт Хубер               | Роберт Хубер (1937)                      | За установление трёхмерной структуры фотосинтетического реакционного центра Оригинальный текст (англ.)for their determination of the three-dimensional structure of a photosynthetic reaction centre | [ 95 ]              |
| 1989 | Сидней Олтмен              | Сидни Олтмен (1939—2022)                 | За открытие каталитических свойств рибонуклеиновых кислот Оригинальный текст (англ.)for their discovery of catalytic properties of RNA | [ 96 ]              |
| 1989 | Томас Роберт Чек           | Томас Роберт Чек (1947)                  | За открытие каталитических свойств рибонуклеиновых кислот Оригинальный текст (англ.)for their discovery of catalytic properties of RNA | [ 96 ]              |

### 1990-е годы
| Год  | Портрет            | Лауреат                               | Обоснование награды | Источник информации |
| ---- | ------------------ | ------------------------------------- | --- | ------------------- |
| 1990 | Элайас Джеймс Кори | Элайас Джеймс Кори (1928)             | За развитие теории и методологии органического синтеза Оригинальный текст (англ.)for his development of the theory and methodology of organic synthesis | [ 97 ]              |
| 1991 | Рихард Эрнст       | Рихард Эрнст (1933—2021)              | За вклад в развитие методологии ядерной магнитной резонансной спектроскопии высокого разрешения Оригинальный текст (англ.)for his contributions to the development of the methodology of high resolution nuclear magnetic resonance (NMR) spectroscopy                                              | [ 98 ]              |
| 1992 | Рудольф Маркус     | Рудольф Маркус (1923)                 | За вклад в теорию реакций переноса электрона в химических системах Оригинальный текст (англ.)for his contributions to the theory of electron transfer reactions in chemical systems | [ 99 ]              |
| 1993 | Кэри Муллис        | Кэри Муллис (1944—2019)               | За изобретение метода полимеразной цепной реакции Оригинальный текст (англ.)for his invention of the polymerase chain reaction (PCR) method | [ 100 ]             |
| 1993 |                    | Майкл Смит (1932—2000)                | За фундаментальный вклад в разработку олигонуклеотидного направленного мутагенеза и его применение для изучения белков Оригинальный текст (англ.)for his fundamental contributions to the establishment of oligonucleotide-based, site-directed mutagenesis and its development for protein studies | [ 100 ]             |
| 1994 | Джордж Олах        | Джордж Олах (1927—2017)               | За вклад в химию карбокатионов Оригинальный текст (англ.)for his contribution to carbocation chemistry | [ 101 ]             |
| 1995 | Пауль Крутцен      | Пауль Крутцен (1933—2021)             | За работы по атмосферной химии, особенно в части образования и разрушения озонового слоя Оригинальный текст (англ.)for their work in atmospheric chemistry, particularly concerning the formation and decomposition of ozone                                                                        | [ 102 ]             |
| 1995 | Марио Молина       | Марио Молина (1943—2020)              | За работы по атмосферной химии, особенно в части образования и разрушения озонового слоя Оригинальный текст (англ.)for their work in atmospheric chemistry, particularly concerning the formation and decomposition of ozone                                                                        | [ 102 ]             |
| 1995 | Шервуд Роуланд     | Шервуд Роуланд (1927—2012)            | За работы по атмосферной химии, особенно в части образования и разрушения озонового слоя Оригинальный текст (англ.)for their work in atmospheric chemistry, particularly concerning the formation and decomposition of ozone                                                                        | [ 102 ]             |
| 1996 | Роберт Кёрл        | Роберт Кёрл (1933—2022)               | За открытие фуллеренов Оригинальный текст (англ.)for their discovery of fullerenes | [ 103 ]             |
| 1996 | Харолд Крото       | Харолд Крото (1939—2016)              | За открытие фуллеренов Оригинальный текст (англ.)for their discovery of fullerenes | [ 103 ]             |
| 1996 | Ричард Смелли      | Ричард Смелли (1943—2005)             | За открытие фуллеренов Оригинальный текст (англ.)for their discovery of fullerenes | [ 103 ]             |
| 1997 | Пол Бойер          | Пол Бойер (1918—2018) (1/4 премии)    | За выяснение ферментативного механизма, лежащего в основе синтеза аденозинтрифосфата (АТФ) Оригинальный текст (англ.)for their elucidation of the enzymatic mechanism underlying the synthesis of adenosine triphosphate (ATP)                                                                      | [ 104 ]             |
| 1997 | Джон Эрнест Уокер  | Джон Эрнест Уокер (1941) (1/4 премии) | За выяснение ферментативного механизма, лежащего в основе синтеза аденозинтрифосфата (АТФ) Оригинальный текст (англ.)for their elucidation of the enzymatic mechanism underlying the synthesis of adenosine triphosphate (ATP)                                                                      | [ 104 ]             |
| 1997 | Йенс Скоу          | Йенс Скоу (1918—2018) (1/2 премии)    | За открытие ион-транспортирующего фермента Na+, K+ АТФазы Оригинальный текст (англ.)for the first discovery of an ion-transporting enzyme, Na+,K+-ATPase | [ 104 ]             |
| 1998 | Вальтер Кон        | Вальтер Кон (1923—2016)               | За развитие теории функционала плотности Оригинальный текст (англ.)for his development of the density-functional theory | [ 105 ]             |
| 1998 | Джон Попл          | Джон Попл (1925—2004)                 | За разработку вычислительных методов квантовой химии Оригинальный текст (англ.)for his development of computational methods in quantum chemistry | [ 105 ]             |
| 1999 | Ахмед Зевейл       | Ахмед Зевейл (1946—2016)              | За исследование переходных состояний во время химических реакций, с использованием фемтосекундной техники Оригинальный текст (англ.)for his studies of the transition states of chemical reactions usingfemtosecond spectroscopy                                                                    | [ 106 ]             |

### 2000-е годы
| Год  | Портрет                        | Лауреат                               | Обоснование награды | Источник информации |
| ---- | ------------------------------ | ------------------------------------- | --- | ------------------- |
| 2000 | Алан Хигер                     | Алан Хигер (1936)                     | За открытие и синтез проводящих полимеров Оригинальный текст (англ.)for their discovery and development of conductive polymers | [ 107 ]             |
| 2000 | Алан Мак-Диармид               | Алан Макдиармид (1927—2007)           | За открытие и синтез проводящих полимеров Оригинальный текст (англ.)for their discovery and development of conductive polymers | [ 107 ]             |
| 2000 | Хидэки Сиракава                | Хидэки Сиракава (1936)                | За открытие и синтез проводящих полимеров Оригинальный текст (англ.)for their discovery and development of conductive polymers | [ 107 ]             |
| 2001 | Уильям Ноулз (четвёртый слева) | Уильям Ноулз (1917—2012) (1/4 премии) | За работы по реакциям гидрирования на хиральных катализаторах Оригинальный текст (англ.)for their work on chirally catalysed hydrogenation reactions | [ 108 ]             |
| 2001 | Рёдзи Ноёри                    | Рёдзи Ноёри (1938) (1/4 премии)       | За работы по реакциям гидрирования на хиральных катализаторах Оригинальный текст (англ.)for their work on chirally catalysed hydrogenation reactions | [ 108 ]             |
| 2001 | Барри Шарплесс                 | Барри Шарплесс (1941) (1/2 премии)    | За работы по реакциям окисления на хиральных катализаторах Оригинальный текст (англ.)for his work on chirally catalysed oxidation reactions | [ 108 ]             |
| 2002 | Джон Фенн                      | Джон Фенн (1917—2010) (1/4 премии)    | За разработку методов идентификации и структурного анализа биологических макромолекул, и, в частности, за разработку методов масс-спектрометрического анализа биологических макромолекул Оригинальный текст (англ.)for their development of soft desorption ionisation methods for mass spectrometric analyses of biological macromolecules | [ 109 ]             |
| 2002 | Коити Танака                   | Коити Танака (1959) (1/4 премии)      | За разработку методов идентификации и структурного анализа биологических макромолекул, и, в частности, за разработку методов масс-спектрометрического анализа биологических макромолекул Оригинальный текст (англ.)for their development of soft desorption ionisation methods for mass spectrometric analyses of biological macromolecules | [ 109 ]             |
| 2002 | Курт Вютрих                    | Курт Вютрих (1938) (1/2 премии)       | За разработку применения ЯМР-спектроскопии для определения трёхмерной структуры биологических макромолекул в растворе Оригинальный текст (англ.)for his development of nuclear magnetic resonance spectroscopy for determining the three-dimensional structure of biological macromolecules in solution                                     | [ 109 ]             |
| 2003 | Питер Агре                     | Питер Агре (1949)                     | За открытие водного канала Оригинальный текст (англ.)for the discovery of water channels | [ 110 ]             |
| 2003 | Родерик Маккинон               | Родерик Маккинон (1956)               | За структурные и механические исследования ионных каналов Оригинальный текст (англ.)for structural and mechanistic studies of ion channels | [ 110 ]             |
| 2004 | Аарон Чехановер                | Аарон Чехановер (1947)                | За открытие убиквитин-опосредованной деградации белка Оригинальный текст (англ.)for the discovery of ubiquitin-mediated protein degradation | [ 111 ]             |
| 2004 | Аврам Гершко                   | Аврам Гершко (1937)                   | За открытие убиквитин-опосредованной деградации белка Оригинальный текст (англ.)for the discovery of ubiquitin-mediated protein degradation | [ 111 ]             |
| 2004 | Ирвин Роуз                     | Ирвин Роуз (1926—2015)                | За открытие убиквитин-опосредованной деградации белка Оригинальный текст (англ.)for the discovery of ubiquitin-mediated protein degradation | [ 111 ]             |
| 2005 | Роберт Граббс                  | Роберт Граббс (1942—2021)             | За вклад в развитие метода метатезиса в органическом синтезе Оригинальный текст (англ.)for the development of the metathesis method in organic synthesis | [ 112 ]             |
| 2005 | Ричард Шрок                    | Ричард Шрок (1945)                    | За вклад в развитие метода метатезиса в органическом синтезе Оригинальный текст (англ.)for the development of the metathesis method in organic synthesis | [ 112 ]             |
| 2005 | Ив Шовен                       | Ив Шовен (1930—2015)                  | За вклад в развитие метода метатезиса в органическом синтезе Оригинальный текст (англ.)for the development of the metathesis method in organic synthesis | [ 112 ]             |
| 2006 | Роджер Корнберг                | Роджер Корнберг (1947)                | За исследование молекулярных основ транскрипции у эукариот Оригинальный текст (англ.)for his studies of the molecular basis of eukaryotic transcription | [ 113 ]             |
| 2007 | Герхард Эртль                  | Герхард Эртль (1936)                  | За изучение химических процессов на поверхностях твёрдых тел Оригинальный текст (англ.)for his studies of chemical processes on solid surfaces | [ 114 ]             |
| 2008 | Осаму Симомура                 | Осаму Симомура (1928—2018)            | За открытие и синтез зелёного флуоресцентного белка Оригинальный текст (англ.)for the discovery and development of the green fluorescent protein, GFP | [ 115 ]             |
| 2008 | Мартин Чалфи                   | Мартин Чалфи (1947)                   | За открытие и синтез зелёного флуоресцентного белка Оригинальный текст (англ.)for the discovery and development of the green fluorescent protein, GFP | [ 115 ]             |
| 2008 | Роджер Тсьен                   | Роджер Тсьен (1952—2016)              | За открытие и синтез зелёного флуоресцентного белка Оригинальный текст (англ.)for the discovery and development of the green fluorescent protein, GFP | [ 115 ]             |
| 2009 | Венкатраман Рамакришнан        | Венкатраман Рамакришнан (1952)        | За исследования структуры и функций рибосомы Оригинальный текст (англ.)for studies of the structure and function of the ribosome | [ 116 ]             |
| 2009 | Томас Стейц                    | Томас Стейц (1940—2018)               | За исследования структуры и функций рибосомы Оригинальный текст (англ.)for studies of the structure and function of the ribosome | [ 116 ]             |
| 2009 | Ада Йонат                      | Ада Йонат (1939)                      | За исследования структуры и функций рибосомы Оригинальный текст (англ.)for studies of the structure and function of the ribosome | [ 116 ]             |

### 2010-е годы
| Год  | Портрет          | Лауреат                               | Обоснование награды | Источник информации |
| ---- | ---------------- | ------------------------------------- | --- | ------------------- |
| 2010 | Ричард Хек       | Ричард Хек (1931—2015)                | За палладий-катализируемые реакции кросс-сочетания в органическом синтезе Оригинальный текст (англ.)for palladium-catalyzed cross couplings in organic synthesis                                                                                            | [ 117 ]             |
| 2010 | Эйити Нэгиси     | Эйити Нэгиси (1935—2021)              | За палладий-катализируемые реакции кросс-сочетания в органическом синтезе Оригинальный текст (англ.)for palladium-catalyzed cross couplings in organic synthesis                                                                                            | [ 117 ]             |
| 2010 | Акира Судзуки    | Акира Судзуки (1930)                  | За палладий-катализируемые реакции кросс-сочетания в органическом синтезе Оригинальный текст (англ.)for palladium-catalyzed cross couplings in organic synthesis                                                                                            | [ 117 ]             |
| 2011 | Дан Шехтман      | Дан Шехтман (1941)                    | За открытие квазикристаллов Оригинальный текст (англ.)for the discovery of quasicrystals | [ 118 ]             |
| 2012 | Роберт Лефковиц  | Роберт Лефковиц (1943)                | За исследования рецепторов, сопряженных с G-белками. Оригинальный текст (англ.)for studies of G-protein-coupled receptors | [ 119 ]             |
| 2012 | Брайан Кобилка   | Брайан Кобилка (1955)                 | За исследования рецепторов, сопряженных с G-белками. Оригинальный текст (англ.)for studies of G-protein-coupled receptors | [ 119 ]             |
| 2013 | Мартин Карплус   | Мартин Карплус (1930—2024)            | За развитие многомасштабных моделей сложных химических систем Оригинальный текст (англ.)for the development of multiscale models for complex chemical systems                                                                                               | [ 120 ]             |
| 2013 | Майкл Левитт     | Майкл Левитт (1947)                   | За развитие многомасштабных моделей сложных химических систем Оригинальный текст (англ.)for the development of multiscale models for complex chemical systems                                                                                               | [ 120 ]             |
| 2013 | Арье Варшель     | Арье Варшель (1940)                   | За развитие многомасштабных моделей сложных химических систем Оригинальный текст (англ.)for the development of multiscale models for complex chemical systems                                                                                               | [ 120 ]             |
| 2014 | Эрик Бетциг      | Эрик Бетциг (1960)                    | За создание флюоресцентной микроскопии высокого разрешения Оригинальный текст (англ.)"for the development of super-resolved fluorescence microscopy" | [ 121 ]             |
| 2014 | Уильям Мёрнер    | Уильям Мёрнер (1953)                  | За создание флюоресцентной микроскопии высокого разрешения Оригинальный текст (англ.)"for the development of super-resolved fluorescence microscopy" | [ 121 ]             |
| 2014 | Штефан Хелль     | Штефан Хелль (1962)                   | За создание флюоресцентной микроскопии высокого разрешения Оригинальный текст (англ.)"for the development of super-resolved fluorescence microscopy" | [ 121 ]             |
| 2015 | Томас Линдал     | Томас Линдал (1938)                   | За механистические исследования репарации ДНК Оригинальный текст (англ.)"for mechanistic studies of DNA repair" | [ 122 ]             |
| 2015 | Пол Модрич       | Пол Модрич (1946)                     | За механистические исследования репарации ДНК Оригинальный текст (англ.)"for mechanistic studies of DNA repair" | [ 122 ]             |
| 2015 | Азиз Санджар     | Азиз Санджар (1946)                   | За механистические исследования репарации ДНК Оригинальный текст (англ.)"for mechanistic studies of DNA repair" | [ 122 ]             |
| 2016 | Жан-Пьер Соваж   | Жан-Пьер Соваж (1944)                 | За проектирование и синтез молекулярных машин Оригинальный текст (англ.)"for the design and synthesis of molecular machines" | [ 123 ]             |
| 2016 | Дж. Ф. Стоддарт  | Джеймс Фрейзер Стоддарт (1942—2024)   | За проектирование и синтез молекулярных машин Оригинальный текст (англ.)"for the design and synthesis of molecular machines" | [ 123 ]             |
| 2016 | Бернард Феринга  | Бернард Феринга (1951)                | За проектирование и синтез молекулярных машин Оригинальный текст (англ.)"for the design and synthesis of molecular machines" | [ 123 ]             |
| 2017 |                  | Жак Дюбоше (1942)                     | За развитие криоэлектронной микроскопии высокого разрешения для определения структуры биомолекул в растворе Оригинальный текст (англ.)"for developing cryo-electron microscopy for the high-resolution structure determination of biomolecules in solution" | [ 124 ]             |
| 2017 | Иоахим Франк     | Иоахим Франк (1940)                   | За развитие криоэлектронной микроскопии высокого разрешения для определения структуры биомолекул в растворе Оригинальный текст (англ.)"for developing cryo-electron microscopy for the high-resolution structure determination of biomolecules in solution" | [ 124 ]             |
| 2017 | Ричард Хендерсон | Ричард Хендерсон (1945)               | За развитие криоэлектронной микроскопии высокого разрешения для определения структуры биомолекул в растворе Оригинальный текст (англ.)"for developing cryo-electron microscopy for the high-resolution structure determination of biomolecules in solution" | [ 124 ]             |
| 2018 | Фрэнсис Арнольд  | Фрэнсис Арнольд (1956) (1⁄2 премии)   | За исследование эволюции ферментов Оригинальный текст (англ.)"for the directed evolution of enzymes" | [ 125 ]             |
| 2018 | Джордж Смит      | Джордж Смит (1941) (1⁄4 премии)       | За исследования пептидов и антител способом фагового дисплея Оригинальный текст (англ.)"for the phage display of peptides and antibodies" | [ 125 ]             |
| 2018 | Грег Уинтер      | Грег Уинтер (1951) (1⁄4 премии)       | За исследования пептидов и антител способом фагового дисплея Оригинальный текст (англ.)"for the phage display of peptides and antibodies" | [ 125 ]             |
| 2019 | Джон Гуденаф     | Джон Гуденаф (1922—2023) (1⁄3 премии) | За совершенствование литий-ионных аккумуляторов Оригинальный текст (англ.)"for the development of lithium-ion batteries." | [ 126 ]             |
| 2019 | Стэнли Уиттингем | Стэнли Уиттингем (1941) (1⁄3 премии)  | За совершенствование литий-ионных аккумуляторов Оригинальный текст (англ.)"for the development of lithium-ion batteries." | [ 126 ]             |
| 2019 | Акира Ёсино      | Акира Ёсино (1948) (1⁄3 премии)       | За совершенствование литий-ионных аккумуляторов Оригинальный текст (англ.)"for the development of lithium-ion batteries." | [ 126 ]             |

### 2020-е годы
| Год  | Портрет                          | Лауреат                                     | Обоснование награды | Источник информации |
| ---- | -------------------------------- | ------------------------------------------- | --- | ------------------- |
| 2020 | Эмманюэль Шарпантье              | Эмманюэль Шарпантье (1968) (1⁄2 премии)     | За разработку метода редактирования генома Оригинальный текст (англ.)"for the development of a method for genome editing"                              | [ 127 ]             |
| 2020 | Дженнифер Даудна                 | Дженнифер Даудна (1964) (1⁄2 премии)        | За разработку метода редактирования генома Оригинальный текст (англ.)"for the development of a method for genome editing"                              | [ 127 ]             |
| 2021 | Дэвид Макмиллан                  | Дэвид Макмиллан (1968) (1⁄2 премии)         | За развитие асимметричного органокатализа Оригинальный текст (англ.)“for the development of asymmetric organocatalysis”                                | [ 128 ]             |
| 2021 | Бенджамин Лист                   | Беньямин Лист (1968) (1⁄2 премии)           | За развитие асимметричного органокатализа Оригинальный текст (англ.)“for the development of asymmetric organocatalysis”                                | [ 128 ]             |
| 2022 | Каролин Бертоцци                 | Каролин Бертоцци (1966) (1⁄3 премии)        | За развитие методов клик-химии и биоортогональной химии Оригинальный текст (англ.)“for the development of click chemistry and bioorthogonal chemistry” | [ 129 ]             |
| 2022 | Мортен Мельдаль                  | Мортен Мельдаль (1954) (1⁄3 премии)         | За развитие методов клик-химии и биоортогональной химии Оригинальный текст (англ.)“for the development of click chemistry and bioorthogonal chemistry” | [ 129 ]             |
| 2022 | Барри Шарплесс                   | Барри Шарплесс (1941) (1⁄3 премии)          | За развитие методов клик-химии и биоортогональной химии Оригинальный текст (англ.)“for the development of click chemistry and bioorthogonal chemistry” | [ 129 ]             |
| 2023 | Мунги Бавенди                    | Мунги Бавенди (1961) (1⁄3 премии)           | За открытие и синтез квантовых точек Оригинальный текст (англ.)“for the discovery and synthesis of quantum dots”                                       | [ 130 ] [ 131 ]     |
| 2023 | Луис Брюс                        | Луис Брюс (1943) (1⁄3 премии)               | За открытие и синтез квантовых точек Оригинальный текст (англ.)“for the discovery and synthesis of quantum dots”                                       | [ 130 ] [ 131 ]     |
| 2023 | Алексей Иванович Екимов          | Алексей Иванович Екимов (1945) (1⁄3 премии) | За открытие и синтез квантовых точек Оригинальный текст (англ.)“for the discovery and synthesis of quantum dots”                                       | [ 130 ] [ 131 ]     |
| 2024 | Дэвид Бейкер                     | Дэвид Бейкер (1962) (1⁄2 премии)            | За компьютерный дизайн белков Оригинальный текст (англ.)“for computational protein design”                                                             | [ 132 ]             |
| 2024 | Демис Хассабис                   | Демис Хассабис (1976) (1⁄4 премии)          | За предсказание структуры белков Оригинальный текст (англ.)“for protein structure prediction”                                                          | [ 132 ]             |
| 2024 | Джон Джампер (1985) (1⁄4 премии) |                                             | За предсказание структуры белков Оригинальный текст (англ.)“for protein structure prediction”                                                          | [ 132 ]             |

## Статистика
- По состоянию на 2022 год премии были удостоены восемь женщин — Мари Кюри в 1911 году, Ирен Жолио-Кюри в 1935 году, Дороти Кроуфут-Ходжкин в 1964 году, Ада Йонат в 2009 году Фрэнсис Арнольд в 2018 году, Эмманюэль Шарпантье, Дженнифер Даудна в 2020 году и Каролин Бертоцци в 2022 году[3].
- Двое учёных получали премию по химии дважды: Фредерик Сенгер (1958 и 1980) и Барри Шарплесс (2001 и 2022). Помимо этого, лауреат 1911 года Мари Кюри удостоилась также в 1903 году премии по физике, а лауреат 1954 года Лайнус Полинг — премии мира в 1962 году[3].
- Самым молодым лауреатом премии на момент получения стал Фредерик Жолио-Кюри в 1935 году, которому было 35 лет[3]. Самым же старым на момент получения является лауреат 2019 года Джон Гуденаф, которому тогда было 97 лет. Он же стал самым старым на момент присуждения лауреатом Нобелевской премии вообще (годом ранее таким был 96-летний Артур Эшкин, лауреат премии по физике).

## Статистика по странам
|                                                                 |               |                     |              |                |             |              |             |                  |             |              |                     |                |                |              |              |            |             |                |             |              |               |                         |                   |
| Флаг США                                                        | Флаг Германии | Флаг Великобритании | Флаг Франции | Флаг Швейцарии | Флаг Японии | Флаг Израиля | Флаг Швеции | Флаг Нидерландов | Флаг Канады | Флаг Австрии | Флаг Новой Зеландии | Флаг Австралии | Флаг Аргентины | Флаг Бельгии | Флаг Венгрии | Флаг Дании | Флаг Италии | Флаг Финляндии | Флаг Египта | Флаг Тайваня | Флаг Норвегии | Флаг России · Флаг СССР | Флаг Чехословакии |
| Лауреаты с одним гражданством                                   |               |                     |              |                |             |              |             |                  |             |              |                     |                |                |              |              |            |             |                |             |              |               |                         |                   |
| Лауреаты, не имеющие однозначной государственной принадлежности |               |                     |              |                |             |              |             |                  |             |              |                     |                |                |              |              |            |             |                |             |              |               |                         |                   |